# Skede (kønsorgan)
 "Kusse" omdirigeres hertil. For andre betydninger af Kusse, se Kusse (flertydig).
 For alternative betydninger, se Skede. (Se også artikler, som begynder med Skede)
Skeden (latin: vagina, som direkte oversat betyder "skede" i meningen hylster), er den første del af pattedyrhunners indre kønsorganer. Skeden er en cylinderformet passage der forbinder livmoderen gennem livmoderhalsen med den ydre del af kroppen. Indgangen til skeden omkranses af de indre skamlæber (kønslæber). Det er i skeden manden indfører penis under samleje og at kvindens menstruationsblod udskilles af kroppen, og at babyer bliver bragt til verden under fødsel.
Ordet "skede" eller "vagina" bliver ofte fejlagtigt brugt om kvinders ydre kønsorganer. Den rigtige term for de ydre kønsorganer er vulva (eller latin pudenda).

## Struktur
Åbningen af skeden ud mod kroppen betegnes som skedeåbningen (latin: ostium/introitus vaginae) og siderne på skeden som skedevæggen. Åbningen, og resten af vagina, er i hvilende tilstand lukket tæt, men den er meget elastisk og kan udvide sig betydeligt, en vigtig egenskab til fødsel.
Selveste vagina er et muskulært rør med en længde på 7-10 cm og en omtrent diameter på 2-3 cm. Bemærk at disse tal er gennemsnit, og at alle tal varierer betydeligt fra person til person. Vagina er snævrest i åbningen udadtil, og tiltager så i diameter opad mod livmoderhalsen. Livmoderhalsen udmunder via ostium uteri ind i skeden, på den anteriore flade af denne (forvæggen). Dens fremskydning i skeden kaldes portio.
Livmoderhalsens tilstedeværelse på forvæggen betyder at denne er ca. 2-3 cm kortere i længde i forhold til bagvæggen, og der dannes en lille lomme hvor bagvæggen "passerer" livmoderen benævnt fornix posterior. Der dannes en lignende fordybning hvor forvæggen overgår til livmoderhalsen, benævnt fornix anterior. Fornix posterior er som regel der hvor sæden deponeres under samleje.

### Skedevæggen
Vægende af skeden består af en grårød, fast og tyk slimhinde der danner tætte transversal-forløbende folder benævnt rugae vaginales, som understøttes af skedens bindevævslag. Folderne samler sig fortil og bagtil på skedens indervæg, hvor de danner en lodret-gående fold benævnt columnae rugarum anterior et posterior afhængig af hvilken side der er tale om.
Alle disse folder forsvinder stort set efter fødsel, hvorefter skeden bliver mere glat.
Skedevæggen har i sig selv ingen kirtler, men fugtes delvist af sekret fra livmoderhalsen og delvist af det transsudat (blodvæske der lækker ud af kar) fra vaginas kapillærnet. Tilsammen betegnes disse vaginalsekret, og den mælkesyreproducerende bakterieflora i skeden fordøjer denne og udskiller mælkesyre, hvilket gør det endelige væske stærkt syrligt.

### Hymen
Indgangen til skeden er, forud for første samleje, præget af hymen (mødommen eller jomfruhinden på dansk), som er en tynd folde af slimhinde der (hyppigst) danner et halvmåneformet sejl langs den posteriore side af skedeåbningen, hvor den benævnes hymen semilunaris. Den kan også fremstå med andre forme.
Hymen er i barndommen meget tynd og spinkel, men fortættes i puberteten med yderligere slimhindefolder.
Ved første samleje forekommer det temmelig regelmæssigt at hymen revner og at der derefter sker blødning ved skedeåbningen.

### Forløb og relationer
Fra skedeåbningen bag skamlæberne forløber skeden sig opad og bagud i bækkenet, således at dens endestykke kommer til at ligge højdemæssigt på niveau med hoftesymfysen. Den får under dette forløb tæt relation til endetarmen, som den adskilles fra af septum rectovaginale som er en fold af bughinden. Helt oppe ved fornix posterior får skeden relation til den dybeste del af excavatio rectourerina i form af fossa douglasi, og bagsiden af skeden kommer derfor til at lægge helt op imod tarmslyngerne, kun adskilt fra disse af bughinden.
Fortil har skeden relation til urinblæren, og desuden til dennes tilførende urinledere på begge sider lateralt.
Nær åbningen ud af kroppen får skeden relation hele vejen rundt af diaphragma urogenitale, en række muskler i bækkengulvet. Dem der får direkte relation til skeden er:
- Musculus levator ani
  - Heraf primært musculus puborectalis
- Musculus transversus perinei profundus

## Fysiologi

### Smørelse
Skeden har ikke dedikerede kirtler til smørelse, men smøres af det såkaldte vaginalsekret som består hovedsageligt af sekret fra livmoderhalsen og af transsudat fra skedevæggens blodkar, samt en lille mængde mukøst sekret fra de Bartholinske kirtler ved skedeåbningen.
Vaginalsekretet har tendens til at samle sig i fornix posterior bagerst i skeden, hvor det kan fremstå som fluor vaginalis hvis der samler sig store mængder. Dette kaldes også udflåd, og har en flødeagtig konsistens. Ansamlingen af sekret i fornix posterior er særligt relevant, da sædceller også oftest deponeres i denne fordybning.
Vaginalsekretet fordøjes af en bakterieflora i skeden der tilfører mælkesyre der gør sekretet syrligt, og indeholder til det formål (og andre) også store mængde sukkerstoffer. Det syrlige miljø fungerer som en naturlig beskyttelse mod bakterier og vira i skeden. Hvis skedefloraen skades, såsom efter sygdom eller antibiotikabehandling, kan den syrlige egenskab gå delvist tabt og den antibiotiske egenskab mistes.
Det høje sukkerindhold fungerer også som føde til sædceller der deponeres i skeden, som via mandens sperm gøres mere basisk for midlertidigt at være beboeligt for de skrøbelige sædceller.

### Sex
Koncentrationen af nervetråde i og omkring skedeåbningen kan give kvinden behagelige følelser, hvis den stimuleres under sex. På skedens forvæg, omkring 3–5 centimeter oppe fra skedeåbningen, findes en erogen zone kaldet g-punktet.[kilde mangler] Nogle kvinder oplever en intens følelse af nydelse hvis G-punktet bliver stimuleret under sex.[kilde mangler]
Eksistensen af G-punktet er et omstridt spørgsmål. Nogle forskere benægter fuldkommen dets eksistens, andre at følelsen ved stimulation i virkeligheden stammer fra skenes kirtler og ikke noget specielt sted på skedevæggen. Dette underbygges af at en G-punktsorgasme muligvis kan lede til kvindelig ejakulation og at skedens kirtler er en kvindelig homolog med mandens blærehalskirtel, der producerer hovedparten af mandens ejakulationsvæske.[kilde mangler]

### Menstruation
Under menstruation fungerer skeden som en kanal for udskillelses af menstruationsblod. I moderne samfund vil dette normalt blive opsamlet af tamponer, menstruationsbind, mm.[kilde mangler]

### Fødsel
Under fødsel fungerer skeden som passage fra livmoderen, hvor babyen opholder sig indtil fødslen, til verdenen udenfor kvindes krop. Under fødslen betegnes skeden ofte som fødselskanalen. Skeden vil under fødslen udvide sig til mange gange dens normale bredde.

## Sygdomme
Under normale omstændigheder er skeden et selvrensende organ der ikke behøver nogen speciel behandling. De mest almindelige sygdomme i forbindelse med skeden inkluderer:
- Bakteriel ubalance (bakteriel vaginose). En naturlig skede har en pH-værdi på 3,8-4,2. Hvis denne øges, kan det skabe vækstbetingelser for en uønsket og sygdomsfremkaldende bakterieflora. Symptomerne på bakteriel ubalance kan mærkes i form af irritation, kløe, svie, øget udflåd og ændret farve på udflåd og af lugtgener (en fiskelignende lugt). Ubalancen er meget udbredt, det anslås at omkring 20 % af alle voksne kvinder hvert år vil have perioder med bakteriel ubalance. Bakteriel ubalance i skeden kan, udover de irriterende kløe og lugtgener, medfører komplikationer i form af øget risiko for spontan abort og for tidlig fødsel og øget risiko for underlivsbetændelse.

- Skedesvamp (candidiasis). Svampeinfektion i skeden er også en almindelig forkommen hændelse. Undersøgt vil omkring 5 % af kvinder have en svampeinfektion. Infektionen skyldes en opformering af en gærsvamp (candida albicans), der eksisterer naturligt i små mængder. Symptomer kan inkludere svie og kløe, øget udflåd og tørhed og smerte under samleje. Svampen kan opstå som resultat af ændring i skedens miljø, antibiotisk behandling, eller generelt nedsat immunforsvar som følge af graviditet eller andre sygdomme, og kan fremmes af varme og fugt og tætsiddende tøj. En lignende svampeinfektion i munden kaldes trøske.

- Vestibulit eller vaginisme er en smertetilstand, kvinden først opdager, når hun prøver at have samleje eller at sætte en tampon op i skeden.[8] Vaginisme er ufrivillige sammentrækninger, som lukker for skeden og vanskeliggør indtrængen og undersøgelser. Er ikke kun indtrængen smertefuld, men også samleje, kaldes det dyspareuni. Tilstanden kan være primær (dvs. at smerte altid har været forbundet med seksuel aktivitet) eller sekundær (hvor kvinden tidligere har fungeret normalt seksuelt).[9] En undersøgelse fra 2011 viste, at 0,4 % af alle kvinder er rammet af vaginisme. Overlæge Astrid Højgaard fra sexologisk klinik ved Aalborg Sygehus fortæller, at lidelsen ofte rammer kvinder i 20'erne. Den opstår iblandt ved tendens til smerter ved skedeåbningen; dette kaldes vulvodyni. Ifølge dr. Højgård deles patienterne ind i tre grupper:
  - Kvinder, som har været udsat for seksuelle overgreb.
  - Kvinder, som har været udsat for smerter i underlivet, fx under samleje ved underlivsbetændelse, eller ved en hårdhændet gynækologisk undersøgelse.
  - En stor gruppe kvinder har ingen sikker årsag til problemet. Der kan være tale om en underliggende psykisk sårbarhed.[10]

Else Skytte Christensen har skrevet en bog om vaginisme, Når kroppen siger nej.